# Peranema aspidioides
Peranema aspidioides là một loài thực vật có mạch trong họ Dryopteridaceae. Loài này được (Blume) Mett. miêu tả khoa học đầu tiên năm 1859.